# Forcipomyia contraria
Forcipomyia contraria är en tvåvingeart som beskrevs av Debenham 1987. Forcipomyia contraria ingår i släktet Forcipomyia och familjen svidknott. Inga underarter finns listade i Catalogue of Life.